# Giovanni Mastrangelo
Giovanni Giuseppe Angelo Mastrangelo (Gioia del Colle, 8 settembre 1942 – Sammichele di Bari, 20 agosto 2004) è stato un politico, giornalista, scrittore e poeta italiano.

## Biografia
Sposato con Rosa Anna Pia Zappimbulso, è padre di tre figli: Roberto Alessandro e Christian.
Più volte consigliere comunale a Gioia del Colle, consigliere regionale della Puglia per due mandati, nel 1994 fu eletto al Parlamento italiano come deputato del collegio 30 Gioia del Colle-Putignano con 27.711 voti, pari al 34,76%, sostenuto da Alleanza Nazionale, CCD, Forza Italia, Unione di Centro, Polo Liberal Democratico. Iscritto al gruppo parlamentare di Alleanza Nazionale, ha fatto parte della commissione Difesa, ricoprendone il ruolo di Segretario dell'Ufficio di Presidenza.
Nel 1996, candidatosi nello stesso collegio, con il 45,6% dei voti non è stato riconfermato, venendo sconfitto dal rappresentante dell'Ulivo Vito Leccese.
Dal 2003 al 2004 è stato consulente della Commissione Parlamentare di indagine sul caso Mitrochin. È stato componente dell'Assemblea Nazionale e del Comitato Centrale del Msi-Dn, prima, e di An poi. Dal 2000 al 2002 è stato Commissario Provinciale di An per la Provincia di Bari, nel 2001 responsabile regionale per la Puglia dell'organizzazione elettorale di An.
Giornalista, ha scritto sul Secolo d'Italia, Roma, Puglia d'Oggi. Ha fondato e diretto i periodici Fogli d'Informazione e Movimento.
Autore di numerosi saggi e inchieste giornalistiche, tra le quali Bari, la cultura nella piazza mediterranea (con Giuseppe Tatarella e altri) (1998); Dar da bere agli affamati (1998); tre edizioni di Ciao, Pinuccio (1999) (2000) (2006 postuma curata da Roberto Mastrangelo e Gerardo Picardo); La cultura come priorità.
I suoi maggiori successi letterari sono Il complotto comunista. Le trame svelate e i segreti (2002); La luna rossa. Il sequestro e l'omicidio di Aldo Moro, le Brigate rosse e il Kgb (2004).
Fine ed apprezzato poeta, ha pubblicato Aride (1961) e Non solo Nostalgia (2004).
È morto il 20 agosto 2004.
(La Repubblica — 22 agosto 2004 pagina 4))